# سباستین (فلوریدا)
سباستین (به انگلیسی: Sebastian) شهری در شهرستان ایندین ریور ایالت فلوریدا است که در سال ۱۹۲۴ بنیان‌گذاری شده‌است. این شهر طبق سرشماری سال ۲۰۱۰ میلادی، ۲۱٬۹۲۹ نفر جمعیت داشته و مساحت آن نیز ۳۵٫۱ کیلومتر مربع است.